# レコード・アカデミー大賞
レコード・アカデミー賞（レコード・アカデミーしょう）は、音楽之友社の月刊誌レコード芸術が主催する賞で、その1年間に日本のレコード会社から発売されたクラシック分野のディスク中から、全15部門の担当選定委員の合議により決定される、優れた演奏に贈られる賞。レコード芸術誌1月号に受賞作が掲載される。
1963年から続く、日本におけるクラシック録音において最も権威ある賞の一つである。
レコード芸術誌が2023年6月号をもって休刊したため、2023年分は『ONTOMO MOOKレコード・アカデミー賞』と銘打ち、2023年発行分から選出された特選盤から、評者ごとのランキングを発表する形となる。結果はムック本『レコード芸術2023年総集編』で掲載される。

## 選定要領

### 第1次選考（部門賞）
年間のレコード芸術特選盤の中から、レコード芸術新譜月評担当者を含む選定委員が合議により部門賞を選定する。

### 第2次選考（大賞、銀賞、銅賞）
各部門賞の中から、全選定委員の投票によって決定する。得票数1位が「大賞」、2位「銀賞」、3位「銅賞」。

## 受賞部門
- 交響曲部門
- 管弦楽曲部門
- 協奏曲部門
- 室内楽曲部門
- 器楽曲部門
- オペラ部門
- 声楽曲部門
- 音楽史部門
- 現代曲部門
- 特別部門 吹奏楽
- 特別部門 ビデオ・ディスク コンサート＆ドキュメンタリー
- 特別部門 ビデオ・ディスク 舞台＆劇作品
- 特別部門 録音
- 特別部門 企画・制作
- 特別部門 特別賞